# Бистра
Бистра (макед. Бистра) — горный хребет, расположенный на западе Северной Македонии и занимающий площадь около 572,8 км². Имеет множество вершин, превышающих 2000 метров. Самый высокая точка — пик Меденица, имеющий высоту 2163 метров над уровнем моря. Горы богаты карстовыми формами рельефа. Наиболее известными пещерами являются Алилица и Калина Дупка. Большая часть территории массива входит в границы национального парка Маврово.